# Felszabadulási Jubileumi Emlékérem
A Felszabadulási Jubileumi Emlékérem egy magyar kitüntetés, amelyet Magyarország "felszabadításának"  25. évfordulójára alapítottak. Az érem tervezője Pakurár István volt.

## Története
Az elismerést a Magyar Népköztársaság Elnöki Tanácsa alapította az 1969. évi 38. számű törvényerejű rendeletével. A Felszabadulási Jubileumi Emlékérmet azon személyek elismerésére szánták, akik:

„...akik a független, szabad és demokratikus Magyarország megszületéséért, a szabadságért, a demokráciáért és a szocializmusért vívott küzdelemben kimagasló érdemeket szereztek.
”

Elsősorban olyanoknak adományozták a kitüntetést, akik már 1946 előtt tagjai voltak a pártnak, a kiosztandó mennyiség 20%-át kaphatták később belépett tagok, valamint pártonkívüliek. Az elbíráláskor előnyben kellett részesíteni azokat, akiket az 1956-os szerepvállalásukért Munkás-Paraszt Hatalomért Emlékéremmel, illetve Szabadság Érdemrenddel tüntettek ki.
Összesen 116003 példányt adományoztak belőle.

## A kitüntetés leírása
A kitüntetés 38 mm átmérőjű, ötágú csillagot formáz, az ágak között 3-3 stilizált levélből álló sugárnyaláb látható. Középen zöld babérkoszorúval övezett vörös színű medallion van elhelyezve, benne az 1945-1970 évszámokkal. Anyaga aranyozott bronz, a hátlapja üres. A kitüntetés szalagja vörös színű, 40 mm széles, jobb oldalán 2,5 mm-es fehér és zöld sávokkal. A szalagsávra az elismerés 15 mm-es kicsinyített jelvényét tűzték.

## A kitüntetést elnyert személyek
A lista nem teljes, azon nevezetesebb személyeket tartalmazza, akik megkapták a Felszabadulási Jubileumi Emlékérmet.
- Aczél György
- Ajtal Miklós
- Apró Antal
- Beckl Sándor[3]
- Benke Valéria
- Biszku Béla
- Brutyó János
- Bugár Jánosné[4]
- Burgert Róbert
- Czinege Lajos
- Csáki István[5]
- Csergő János
- Cservenka Ferencné
- Csémi Károly
- Dabronaki Gyula
- Egri Gyula
- Erdei Lászlóné[6]
- Fehér Lajos
- Fock Jenő
- Fodor Gyula
- Földes László
- Friss István
- Galambos József[7]
- Gáspár Sándor
- Gosztonyi János[8]
- Győri Imre[9]
- Havas Ferenc
- Háy László
- Ilku Pál
- Jakab Sándor[10]
- Karakas László
- Kádár János
- Kállai Gyula
- Keres Emil
- Kiss Árpád
- Kiss Károly
- Kisházi Ödön
- Klaukó Mátyás
- Komócsin Zoltán
- Korom Mihály
- Losonczi Pál
- Martin János[11]
- Méhes Lajos
- Molnár Ernő[12]
- Nemes Dezső
- Nemeslaki Tivadar
- Németh Károly
- Nógrádi Sándor
- Nyers Rezső
- Oláh György[13]
- Orbán László
- Óvári Miklós
- Palkó Sándor
- Papp Árpád[14]
- Pataki László[15]
- Párdi Imre
- Péter János
- Pothornyik József[16]
- Puja Frigyes
- Pullai Árpád
- Révész Géza
- Sarlós István
- Sándor József
- Sebes Sándor
- Sík Endre
- Somogyi Miklós
- Somoskői Gábor[17]
- Szekér Gyula
- Szénási Géza
- Szipka József[18]
- Szirmai Jenő[19]
- Szurdi István
- Tapolczai Jenő[20]
- Tausz János
- Tímár Mátyás
- Tömpe István
- Varga Gyula[21]
- Veres József